# Lew Leslie
Lew Leslie (Orangeburg (Nueva York), Estados Unidos, 15 de abril de 1888-Nueva York, 10 de marzo de 1963) fue un productor de musicales para Broadway, especialmente conocido por haber producido Blackbirds of 1928, el primer musical en el que todos los cantantes eran afroamericanos.
Empezó trabajando en el Cotton Club, un club nocturno de Nueva York que se mantuvo abierto durante la Ley Seca de los años 1920. Su musical Blackbirds of 1928 fue muy exitoso, llegando a representarse en Broadway en 518 ocasiones, además de ir al Moulin Rouge de París, y contiene la famosa canción "I Can't Give You Anything but Love, Baby".